# Колеџ Парк (Џорџија)
Колеџ Парк (енгл. College Park) град је у америчкој савезној држави Џорџија. По попису становништва из 2020. у њему је живело 13.930 становника.

## Демографија
Према попису становништва из 2010. у граду је живело 13.942 становника, што је 6.440 (31,6%) становника мање него 2000. године.
| Група             | 2000.          | 2010.          |
| Белци             | 2.026 (9,9%)   | 1.612 (11,6%)  |
| Афроамериканци    | 16.674 (81,8%) | 11.073 (79,4%) |
| Азијати           | 125 (0,6%)     | 126 (0,9%)     |
| Хиспаноамериканци | 1.398 (6,9%)   | 963 (6,9%)     |
| Укупно            | 20.382         | 13.942         |